# José Carlos Barbosa
José Carlos Barbosa   (São Simão, 26 d'octubre de 1964) és un polític brasiler, conegut popularment com Barbosinha. Afiliat a Progressistas, l'any 2022 va ser escollit vicegovernador de Mato Grosso do Sul el 2022, acompanyant el governador electe Eduardo Riedel.

## Biografia
Va començar a treballar als 13 anys, el 1977, en un banc. Va estudiar Dret a l'Unigran College de Brasil, en la localiat de Dourados (Mato Grosso do Sul).
El 1989 va esdevenir alcalde d'Angélica, amb només 23 anys. El 2007 es va fer càrrec de SANESUL, l'empresa pública que gestiona el tractament d'aigües residuals a l'estat. El 2012 va ser elegit president de l'Associació brasilera d'empreses de tractament d'aigües, fins que el 2014 va ser elegit diputat estatal, càrrec que va renovar el 2018. A més, l'any 2016 va formar part de l'equip del governador Reinaldo Azambuja, sent nomenat Secretari d'Estat de Justícia i Seguretat Pública
Barbosinha, membre del partit Progressistas, va ser l'elegit l'any 2022 per acompanyar Eduardo Riedel (PSDB) en la candidatura al càrrec de governador de Mato Grosso do Sul, en una coalició de centre. La parella va ser la segona més votada en el primer torn, però van assolir la victòria en la segona volta.